# Дзиттэдзюцу
Дзиттэдзюцу (яп. 十手術 Jittejutsu, «искусство жезла») или Дзюттэдзюцу (англ. Juttejutsu) — японское искусство ведения боя при помощи дзюттэ.

## История
Дзиттэдзюцу зародилось и получило своё развитие в Японии после прибытия в страну такого оружия, как сая. Данное искусство было разработано в основном для сотрудников правоохранительных органов Японии в период Эдо. Цели дзиттэдзюцу заключались в разоружении и задержании вооруженных (как правило — мечом) преступников без нанесения им тяжких телесных повреждений. Кроме того, дзюттэ применялось и для самозащиты, в частности для блокировки ударов противника.
В свою программу обучения искусство работы с дзюттэ включают такие школы, как Иккаку-рю дзиттэдзюцу (яп. 一角流十手術), Кацудзин-рю (Katsujin-ryu) и Нагано-рю (Nagano-ryu). В 1947 году в Японии была завершена разработка полицейской системы рукопашного боя, получившей название Тайхо-дзюцу (яп. 逮捕術, «искусство ареста»). В её программу обучения вошло большое число разнообразных техник работы с дзюттэ, так как в создании системы участвовал Симидзу Такадзи (яп. 清水隆次), мастер Иккаку-рю дзиттэдзюцу.